# Basketballnationalmannschaft von Hongkong
Die Basketballnationalmannschaft von Hongkong repräsentiert Hongkong bei Basketball-Länderspielen der Herren. Bisher konnte sich das Team nicht für eine  Weltmeisterschaft bzw. Olympischen Spiele qualifizieren. Bei den Asienmeisterschaften gehört Hongkong dagegen zu den regelmäßigen Teilnehmern.

## Abschneiden bei internationalen Wettbewerben

### Olympische Spiele
| - bisher nicht qualifiziert |

### Weltmeisterschaften
| - bisher nicht qualifiziert |

### Asienmeisterschaften
| - 1960 – 5. Platz - 1963 – 6. Platz - 1965 – 8. Platz - 1967 – 9. Platz - 1969 – 9. Platz - 1971 – 9. Platz - 1973 – 11. Platz - 1975 – 9. Platz - 1977 – 11. Platz - 1979 – 11. Platz | - 1981 – 10. Platz - 1983 – 7. Platz - 1986 – 13. Platz - 1987 – 14. Platz - 1989 – 13. Platz - 1991 – 11. Platz - 1993 – 13. Platz - 1995 – 15. Platz - 1997 – 14. Platz - 1999 – 13. Platz | - 2001 – 11. Platz - 2003 – 13. Platz - 2005 – 15. Platz - 2007 – 13. Platz - 2013 – 10. Platz - 2015 – 12. Platz - 2017 – 15. Platz |

### Basketballwettbewerb bei denAsienspielen
| - 1958 – 8. Platz - 1962 – 6. Platz - 1970 – 12. Platz - 1978 – 11. Platz - 1986 – 8. Platz - 1990 – 11. Platz - 1998 – 11. Platz - 2002 – 8. Platz - 2014 – 14. Platz |